# プファルツ＝クレーブルク

プファルツ＝クレーブルク
Pfalz-Kleeburg

プファルツ＝クレーブルク（Pfalz-Kleeburg）は、アルザス地方、現在はバ＝ラン県にあるクレブール（ドイツ語名クレーブルク）を統治した神聖ローマ帝国の領邦の一つである。

## 概要
プファルツ＝クレーブルクはプファルツ＝ツヴァイブリュッケン公ヨハン1世の末子ヨハン・カジミールに始まる、プファルツ＝ツヴァイブリュッケンの新しい分枝である。ヨハン・カジミールがスウェーデン王カール9世の娘カテリーナと結婚したことで、長子のカール10世は1654年にスウェーデン王になり、プファルツ＝クレーブルクはその弟であるアドルフ・ヨハン1世が相続した。アドルフ・ヨハン1世の息子であるグスタフ・ザムエル・レオポルトは1718年にツヴァイブリュッケン公国を相続したことで帝国議会に出る資格を得た。1731年にグスタフ・ザムエル・レオポルトが死ぬとプファルツ＝クレーブルクはプファルツ＝ツヴァイブリュッケン＝ビルケンフェルトに引き継がれた。

## プファルツ＝クレーブルク公
- ヨハン・カジミール（1604年 - 1652年）
- カール・グスタフ（1652年 - 1654年） - 1654年以降はスウェーデン国王（カール10世）
- アドルフ・ヨハン1世（1654年 - 1689年）
- アドルフ・ヨハン2世（1689年 - 1701年）
- グスタフ・ザムエル・レオポルト（1701年 - 1731年） - プファルツ＝ツヴァイブリュッケン公